# Ferrari F2007
Ferrari F2007 je Ferrarijev triinpetdeseti enosedežni dirkalnik Formule 1, ki ga bo italijansko moštvo uporabljalo v sezoni 2007. Osvojil je tako konstruktorski naslov prvaka, kot tudi dirkaškega, ki ga je osvojil Kimi Räikkönen. Skupno je na sedemnajstih dirkah dosegel devet zmag, devet najboljših štartnih položajev in deset najhitrejših krogov.

## Šasija
Nova šasija je močno izboljšana verzija iz dirkalnika 248 F1, ki ga je Ferrari uporabljal v sezoni 2006, ko je postal konstruktorski podprvak. Medosna razdalja je povečana za 85 mm.
Projekt z internim imenom 658 predstavlja Ferrarijevo interpretacijo novih tehničnih pravil za sezono 2007, ki spreminja varnostne standarde skozi bolj stroge zahteve glede vzdržljivosti pri prednjih in zadnjih trkih, pa tudi glede zaščite dirkača s strani. Te spremembe so povečale težo dirkalnika za približno deset kilogramov.

## Aerodinamika
Predstavitveni model je imel sprednja in zadnja krilca iz dirkalnika F248, toda dirkalnik bo imel na štartu prve dirke nove aerodinamične komponente, ki jih želi Ferrari  do takrat skriti pred konkurenčnimi moštvi. 

## Mehanika
Menjalnik, ki je še vedno pritrjen prečno, je opremljen z inovativnim sistemom Quick-shift, je sedem-stopenjski z vzvratno prestavo. Vzmetenje prvič uporablja konfiguracijo single-keel. Zamenjava konfiguracije single-keel je verjetno posledica zamenjave glavnega dizajnerja, kajti vsi dirkalniki predhodnega glavnega dizajnerja, Rossa Brawna, so uporabljali single keel.

## Barve
Ferrari je edino moštvo, ki bo v sezoni 2007 imela tobačnega sponzorja. Glavni sponzor moštva je Philip Morris International, katere hčerinska družba je Marlboro cigarettes. Kljub temu pa zaradi ostrih protitobačnih zakonov v Evropski Uniji na dirkalniku ne bo napisa znamke cigaret. Namesto tega bo narisana preprosta črno-bela črtna koda, tako bo oglaševanje na evropskih dirkah temeljijo na asociaciji. 
Dirkalnik ima mnogo manj bele barve kot v prejšnjih letih. Dirkalnika bosta dirkala s številkama 5 in 6, ker je moštvo v sezoni 2006 končalo na drugem mestu v konstruktorskem prvenstvu, dirkaški prvak Fernando Alonso pa zapušča konstruktorske prvake, Renault (ki bo imel številki dirkalnikov 3 in 4), in se seli v Mclaren (ki bo imel številki 1 in 2).

## Popolni rezultati Formule 1
(legenda) (odebeljene dirke pomenijo najboljši štartni položaj, poševne pa najhitrejši krog)
| Leto | Moštvo  | Motor      | Gume | Dirkača        | 1   | 2   | 3   | 4   | 5   | 6   | 7   | 8   | 9  | 10  | 11  | 12  | 13  | 14  | 15  | 16  | 17  | Toč | Prv |
| ---- | ------- | ---------- | ---- | -------------- | --- | --- | --- | --- | --- | --- | --- | --- | -- | --- | --- | --- | --- | --- | --- | --- | --- | --- | --- |
| 2007 | Ferrari | Ferrari V8 | B    |                | AVS | MAL | BAH | ŠPA | MON | KAN | ZDA | FRA | VB | EU  | MAD | TUR | ITA | BEL | JAP | KIT | BRA | 204 | 1.  |
| 2007 | Ferrari | Ferrari V8 | B    | Felipe Massa   | 6   | 5   | 1   | 1   | 3   | DSQ | 3   | 2   | 5  | 2   | 13  | 1   | Ret | 2   | 6   | 3   | 2   | 204 | 1.  |
| 2007 | Ferrari | Ferrari V8 | B    | Kimi Räikkönen | 1   | 3   | 3   | Ret | 8   | 5   | 4   | 1   | 1  | Ret | 2   | 2   | 3   | 1   | 3   | 1   | 1   | 204 | 1.  |